# أوكتاف ليفينسبيل
أوكتاف ليفينسبيل (بالإنجليزية: Octave Levenspiel)‏ (1 يناير 1926- 5 مارس 2017) أستاذا للهندسة الكيميائية في جامعة ولاية أوريغون (OSU). كان اهتمامه الرئيسي هو هندسة التفاعل الكيميائي ومؤلف كتاب تدريسي لهندسة التفاعل الكيميائي بالإضافة إلى العديد من المنشورات البحثية.

## السيرة الذاتية

### النشأة والتعليم
ولد لفينسبيل في شنغهاي، الصين في عام 1926 إبنا لآبي وليلي ليفنسبيل، يهود بولنديون هاجروا إلى الصين للهرب من الاضهطاد العرقي في أوروبا. عندما كان يبلغ من العمر 15 عاما، كان على متن سفينة إلى الولايات المتحدة الأمريكية عندما وقع الهجوم على بيرل هاربور كما اعتقل في مانيلا حتى نهاية الحرب. في الولايات المتحدة، حصل على درجة البكالوريوس من بيركلي في عام 1947 ودرجة الدكتوراه من جامعة ولاية أوهايو في عام 1952 بعد فترة من التعليم في مدارس أخرى عاد إلى جامعة ولاية أريزونا حيث أمضى ما تبقى من حياته المهنية حتى تقاعد في عام 1991 لكنه استمر في منصب أستاذ فخري.
في عام 1952، تزوج من ماري جو سمايلي رزق منها بثلاث أطفال. توفي ليفينسبيل في 5 مارس 2017.

### الحياة العملية
سميت بقعه ليفينسبيل تيمنا له.
عرف ليفينسبيل بين طلابه بقدرته على القيام بحسابات سريعة وتطويره للغة جنو أوكتاف برنامج حاسوبي يؤدي عمليات التحليلات العددية (يتشابهه مع برنامج الماتلاب) والتي طورها جون دبليو إيتون، طالب سابق لدى أوكتاف ليفينسبيل.

## الكتب
- هندسة التفاعلات الكيميائية، وايلي؛ الطبعة الفرعية الثالثة (13 أغسطس 1998)، ردمك: 0-471-25424-X
- هندسة التفاعلات الكيميائية، ولاية أوريغون، (يناير 1998) ردمك: 0-88246-160-5
- هندسة الموائع (أكتوبر 1991) ردمك: 0-409-90233-0
- الهرب من خلال العلم والتكنولوجيا، لولو، 2007

## الجوائز
- جائزة أر أتس وليام (المعهد الأمريكي للمهندسين الكيميائيين)
- جائزة دبليو كيه لويس (المعهد الأمريكي للمهندسين الكيميائيين)
- جائزة الميدالية الذهبية (المعهد الأمريكي للمهندسين الكيميائيين)
- جائزة سي إتش إي الأدبية
- جائزة بي في دانكويرتس (الأكاديمية الوطنية للهندسة)
- تم ترشيحه لزمالة الأكاديمية الوطنية للهندسة عام 2000
- جائزة أماندسون عام 2001

## وصلات خارجية
- الصفحة الشخصية لأوكتاف ليفينسبيل
- نافورة ليفينسبيل